# Can Palomeres d'Avall
Can Palomeres d'Avall és una masia gòtica de Santa Susanna (Maresme) protegida com a bé cultural d'interès local.

## Descripció
Masia basilical de dos pisos amb golfes. El carener és perpendicular a la façana principal, alineat sobre el portal d'accés. Murs de paredat arrebossat.
Profundament reformada el segle xx. En aquella reforma es va aprofitar una finestra gòtica, de procedència desconeguda, situada a l'esquerra de la porta principal, la qual és geminada, amb dos arcs conopials molt apuntats i guardapols rectangular amb bustos esculpits a les mènsules. Al pis superior hi ha un altre finestral gòtic, instal·lat l'any 1977 i procedent de la casa Rabassa de Calella, propietat de la mateixa família des del segle xv i que havia estat enderrocada. És d'arc carpanell amb guardapols conopial recolzat en modillons amb bustos esculpits, i traceria calada amb cinc caparrons de nens.

## Història
Adquirida per la família Rabassa a principis del XIX.